# Камерун на летних Олимпийских играх 2016
Камерун на летних Олимпийских играх 2016 года был представлен 24 спортсменами в 6 видах спорта. Впервые в истории Камерун принял участие в олимпийском волейбольном турнире. Знаменосцем сборной, как на церемонии открытия Игр, так и на церемонии закрытия был чемпион Африканских игр 2015 года боксёр Вилфрид Нсенге. На Играх в Рио-де-Жанейро Нсенге стал единственным представителем страны, кому удалось пробиться во второй раунд олимпийских соревнований. По итогам соревнований сборная Камеруна впервые с 1996 года не смогла завоевать ни одной олимпийской медали.

## Состав сборной

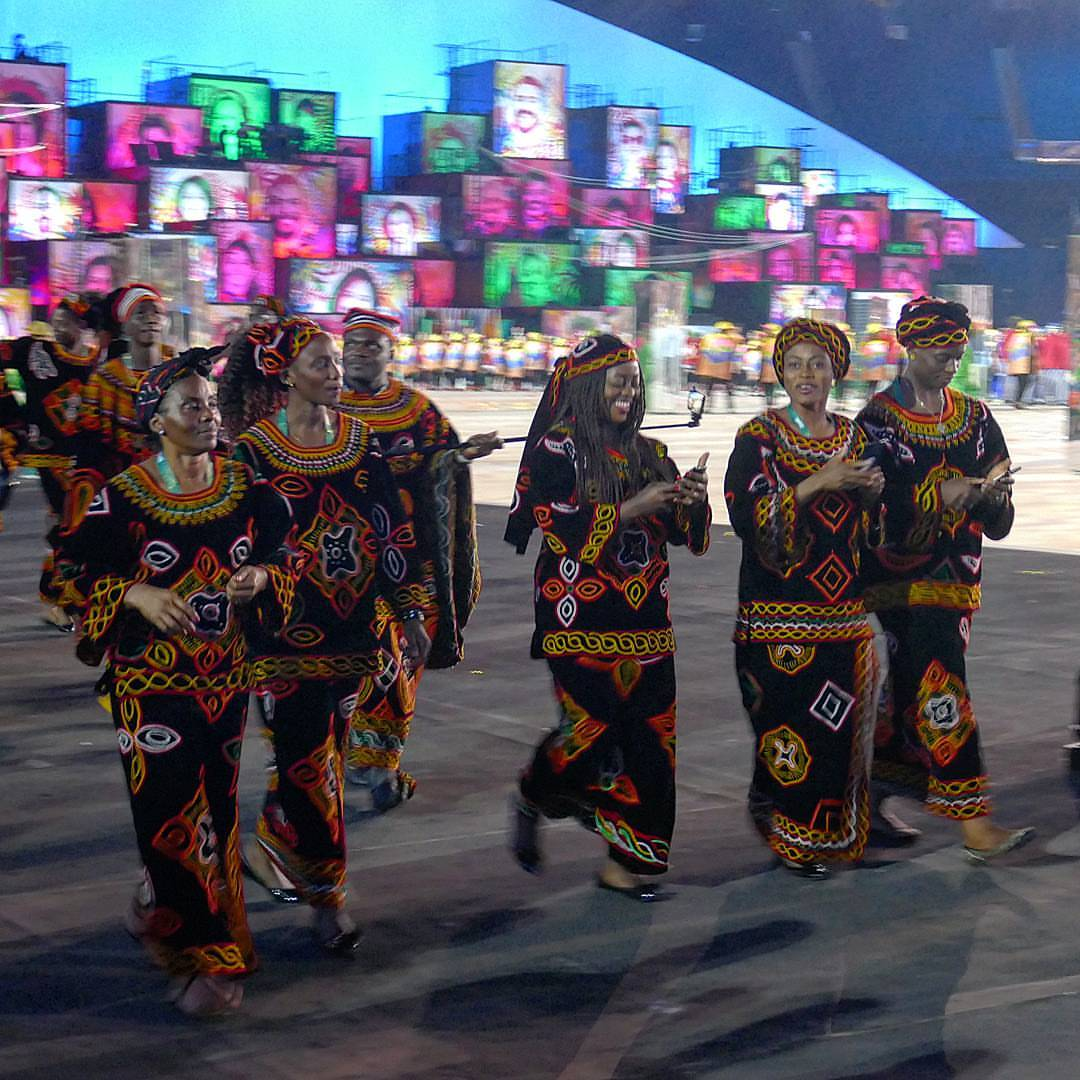
Спортсмены Камеруна во время парада наций на церемонии открытия Олимпийских игр

Бокс
1. Вилфрид Нсенге
2. Хассан Н’Дам Н’Жикам
3. Фотсала Симплис
4. Махаман Смайла

 Борьба
Вольная борьба
1. Аннабель Али
2. Ребекка Муамбо
3. Джозеф Эссомбе

 Волейбол
1. Фавзия Абдулкарим
2. Теорин Абоа Мбеза
3. Йоланда Амана Гиголо
4. Бертрад Бикаталь
5. Анриэтт Кулла
6. Летиция Мома Бассоко
7. Кристель Нана Чуджанг
8. Раиса Нассер
9. Виктуар Нгон Нтаме
10. Эмельда Пиата Зесси
11. Стефани Фотсо Могунг
12. Мадлен Бодо Эссиссима

 Дзюдо
1. Ортенс Атаньяна

 Лёгкая атлетика
1. Ауриоль Донгмо
2. Жоэль Нкуинджин

 Тяжёлая атлетика
1. Квота 1
2. Квота 2

## Результаты соревнований

### Бокс
Квоты, завоёванные спортсменами являются именными. Если от одной страны путёвки на Игры завоюют два и более спортсмена, то право выбора боксёра предоставляется национальному Олимпийскому комитету. Соревнования по боксу проходят по системе плей-офф. Для победы в олимпийском турнире боксёру необходимо одержать либо четыре, либо пять побед в зависимости от жеребьёвки соревнований. Оба спортсмена, проигравшие в полуфинальных поединках, становятся обладателями бронзовых наград.
Мужчины
| Категория | Спортсмены           | Первый раунд       | Второй раунд           | Четвертьфинал        | Полуфинал            | Финал                | Место                |
| Категория | Спортсмены           | Соперник Результат | Соперник Результат     | Соперник Результат   | Соперник Результат   | Соперник Результат   | Место                |
| --------- | -------------------- | ------------------ | ---------------------- | -------------------- | -------------------- | -------------------- | -------------------- |
| до 49 кг  | Симплис Фотсала      | GBRД. Яфай П 0:3   | Завершил выступление   | Завершил выступление | Завершил выступление | Завершил выступление | Завершил выступление |
| до 64 кг  | Махаман Смайла       | TURБ. Гёзгеч П 0:3 | Завершил выступление   | Завершил выступление | Завершил выступление | Завершил выступление | Завершил выступление |
| до 75 кг  | Вилфрид Нсенге       | COLХ. Вивас В 2:1  | EGYХ. Бакр Абдин П 0:3 | Завершил выступление | Завершил выступление | Завершил выступление | Завершил выступление |
| до 81 кг  | Хассан Н’Дам Н’Жикам | BRAМ. Боржис П 0:3 | Завершил выступление   | Завершил выступление | Завершил выступление | Завершил выступление | Завершил выступление |

### Борьба
В соревнованиях по борьбе, как и на предыдущих трёх Играх, будет разыгрываться 18 комплектов наград. По 6 у мужчин в вольной и греко-римской борьбе и 6 у женщин в вольной борьбе. Турнир пройдёт по олимпийской системе с выбыванием. В утешительный раунд попадают участники, проигравшие в своих поединках будущим финалистам соревнований. Каждый поединок состоит из двух раундов по 3 минуты, победителем становится спортсмен, набравший большее количество технических очков. По окончании схватки, в зависимости от результатов спортсменам начисляются классификационные очки.
Женщины
Вольная борьба
| Соревнование | Спортсмены | Первый раунд       | 1/8 финала         | Четвертьфинал      | Полуфинал          | Финал              | Место |
| Соревнование | Спортсмены | Соперник Результат | Соперник Результат | Соперник Результат | Соперник Результат | Соперник Результат | Место |
| ------------ | ---------- | ------------------ | ------------------ | ------------------ | ------------------ | ------------------ | ----- |
| до 48 кг     |            |                    |                    |                    |                    |                    |       |
| до 53 кг     |            |                    |                    |                    |                    |                    |       |
| до 75 кг     |            |                    |                    |                    |                    |                    |       |

### Волейбол

#### Волейбол

##### Женщины
Женская сборная Камеруна квалифицировалась на Игры, заняв первое место по итогам африканского квалификационного турнира.
Состав команды
| Номер                   | Имя                     | Дата рождения           | Рост, см                | Клуб                    | Игры                    | Очки                    | Очки                    | Очки                    | Всего очков             |
| Номер                   | Имя                     | Дата рождения           | Рост, см                | Клуб                    | Игры                    | Атака                   | Подача                  | Блок                    | Всего очков             |
| Центральные блокирующие | Центральные блокирующие | Центральные блокирующие | Центральные блокирующие | Центральные блокирующие | Центральные блокирующие | Центральные блокирующие | Центральные блокирующие | Центральные блокирующие | Центральные блокирующие |
| ----------------------- | ----------------------- | ----------------------- | ----------------------- | ----------------------- | ----------------------- | ----------------------- | ----------------------- | ----------------------- | ----------------------- |
|                         |                         |                         |                         |                         |                         |                         |                         |                         |                         |
| Связующие               |                         |                         |                         |                         |                         |                         |                         |                         |                         |
|                         |                         |                         |                         |                         |                         |                         |                         |                         |                         |
| Диагональные            |                         |                         |                         |                         |                         |                         |                         |                         |                         |
|                         |                         |                         |                         |                         |                         |                         |                         |                         |                         |
| Доигровщики             |                         |                         |                         |                         |                         |                         |                         |                         |                         |
|                         |                         |                         |                         |                         |                         |                         |                         |                         |                         |
| Либеро                  |                         |                         |                         |                         |                         |                         |                         |                         |                         |
|                         |                         |                         |                         |                         |                         |                         |                         |                         |                         |

| Имя            | Гражданство | Дата рождения  |
| -------------- | ----------- | -------------- |
| Жан-Рене Аконо | Камерун     | 4 августа 1967 |

Результаты
Групповой этап (Группа A)
|                     | Матчи | Матчи | Очки | Сеты | Сеты | Сеты  | Мячи | Мячи | Мячи  |
| В                   | П     | В     | Очки | П    | В:П  | В     | П    | В:П  |       |
| ------------------- | ----- | ----- | ---- | ---- | ---- | ----- | ---- | ---- | ----- |
| 1. Бразилия         | 5     | 0     | 15   | 15   | 0    | max   | 377  | 272  | 1,386 |
| 2. Россия           | 4     | 1     | 12   | 12   | 4    | 3,000 | 393  | 323  | 1,217 |
| 3. Республика Корея | 3     | 2     | 9    | 10   | 7    | 1,429 | 384  | 372  | 1,032 |
| 4. Япония           | 2     | 3     | 6    | 7    | 9    | 0,778 | 347  | 364  | 0,953 |
| 5. Аргентина        | 1     | 4     | 2    | 3    | 14   | 0,214 | 319  | 407  | 0,784 |
| 6. Камерун          | 0     | 5     | 1    | 2    | 15   | 0,133 | 328  | 410  | 0,800 |

| 6 августа 2016 15:00 UTC-3 |

| Бразилия                         | 3:0  | Камерун                 |
| (25:14, 25:21, 25:13) Статистика |      |                         |
| Фернанда Гарай 12                | Очки | 13 Летиция Мома Бассоко |

| Мараканазинью, Рио-де-Жанейро Зрителей: 7890 Судьи: Хайке Крафт Лю Цзян |

| 8 августа 2016 11:35 UTC-3 |

| Япония                         | 3:0  | Камерун                  |
| (25:20, 25:15, 25:17) Протокол |      |                          |
| Мию Нагаока 16                 | Очки | 12 Кристель Нана Чуджанг |

| Мараканазинью, Рио-де-Жанейро Зрителей: 5400 Судьи: Рожерио Эсписальский Эрнан Гонсало Касамикела |

| 10 августа 2016 17:10 UTC-3 |

| Россия                                 | 3:0  | Камерун                 |
| (25:19, 25:22, 25:23) Статистика       |      |                         |
| Наталия Гончарова, Татьяна Кошелева 19 | Очки | 15 Летиция Мома Бассоко |

| Мараканазинью, Рио-де-Жанейро Зрителей: 6396 Судьи: Ибрагим Аль-Наама Мохаммад Шахмири |

### Дзюдо
Соревнования по дзюдо проводились по системе с выбыванием. В утешительные раунды попадали спортсмены, проигравшие полуфиналистам турнира. Два спортсмена, одержавших победу в утешительном раунде, в поединке за бронзу сражались с дзюдоистами, проигравшими в полуфинале.
Женщины
| Категория | Спортсмены      | 1/16 финала        | 1/8 финала         | Четвертьфинал      | Полуфинал          | Финал              | Место |
| Категория | Спортсмены      | Соперник Результат | Соперник Результат | Соперник Результат | Соперник Результат | Соперник Результат | Место |
| --------- | --------------- | ------------------ | ------------------ | ------------------ | ------------------ | ------------------ | ----- |
| до 78 кг  | Ортенс Атаньяна |                    |                    |                    |                    |                    |       |

### Лёгкая атлетика
Женщины
Технические дисциплины
| Дисциплина     | Спортсмен       | Квалификация | Квалификация | Финал     | Финал |
| Дисциплина     | Спортсмен       | Результат    | Место        | Результат | Место |
| -------------- | --------------- | ------------ | ------------ | --------- | ----- |
| тройной прыжок | Жоэль Нкуинджин |              |              |           |       |
| толкание ядра  | Ауриоль Донгмо  |              |              |           |       |

### Тяжёлая атлетика
Каждый НОК самостоятельно выбирает категорию в которой выступит её тяжелоатлет. В рамках соревнований проводятся два упражнения — рывок и толчок. В каждом из упражнений спортсмену даётся 3 попытки. Победитель определяется по сумме двух упражнений. При равенстве результатов победа присуждается спортсмену, с меньшим собственным весом.
Мужчины
| Категория | Спортсмены | Вес | Рывок | Рывок | Рывок | Толчок | Толчок | Толчок | Всего | Место |
| Категория | Спортсмены | Вес | 1     | 2     | 3     | 1      | 2      | 3      | Всего | Место |
| --------- | ---------- | --- | ----- | ----- | ----- | ------ | ------ | ------ | ----- | ----- |
|           |            |     |       |       |       |        |        |        |       |       |

Женщины
| Категория | Спортсмены               | Вес   | Рывок | Рывок | Рывок | Толчок | Толчок | Толчок | Всего | Место |
| Категория | Спортсмены               | Вес   | 1     | 2     | 3     | 1      | 2      | 3      | Всего | Место |
| --------- | ------------------------ | ----- | ----- | ----- | ----- | ------ | ------ | ------ | ----- | ----- |
| до 69 кг  | Аркангелин Фуоджи Сонкбу | 68,08 | 77    | 82    | 86    | 100    | 105    | 110    | 187   | 14    |